# 森山裕
森山 𥙿（もりやま ひろし、1945年〈昭和20年〉4月8日 - ）は、日本の政治家。自由民主党所属の衆議院議員（8期）、自由民主党幹事長（第56代）、自由民主党鹿児島県支部連合会会長、全国治水砂防協会会長、日中友好議員連盟会長。
農林水産大臣（第58代）、財務副大臣（第1次安倍改造内閣・福田康夫内閣）、財務大臣政務官（第1次小泉第1次改造内閣）、衆議院予算委員会筆頭理事、同農林水産委員長、同郵政改革に関する特別委員会筆頭理事、参議院議員（1期）、鹿児島市議会議長（第67・72-74代）、鹿児島市議会議員（8期）、自由民主党総務会長（第61代）、同選挙対策委員長（第10代）、同総務会長代行、同国会対策委員長（第57代）、同TPP・日EU・日米TAG等経済協定対策本部本部長、同TPP・日EU等経済協定対策本部本部長、同税制調査会副会長、同政務調査会会長代理、同TPP対策委員長、同総務会長代理、同農林水産貿易対策委員会委員長、同過疎対策特別委員会委員長、同奄美振興特別委員会委員長、同地方組織・議員総局長、同経理局長、同地方議会危機突破プロジェクトチーム座長、同奄美振興特別委員会委員長、同政務調査会副会長、同地方組織・議員局長、同奄美振興委員会委員長、同総務部会長、九州市議会議長会会長、近未来政治研究会会長（第3代）を歴任した。
名前の正しい表記は「しめす偏に谷」の𥙿。

## 来歴

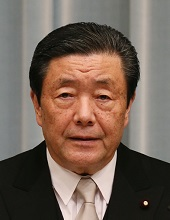
農林水産大臣就任時の記者会見にて（2015年）

鹿児島県鹿屋市出身。実家は農家と新聞販売店を営んでいたという。中学卒業後、鹿児島県立鶴丸高等学校定時制課程夜間部に入学し働きながら通う。1964年に鶴丸高校夜間部が鹿児島県立日新高等学校となり1965年に卒業。23歳で中古車販売業を立ち上げる。1975年4月、鹿児島市議会議員補欠選挙で初当選し、以後1998年まで7期連続で当選。1982年より鹿児島市議会議長。
1998年、第18回参議院議員通常選挙に鹿児島県選挙区（定数2）から自由民主党公認で出馬し、当選。この選挙で自民党は井上吉夫、森山の2人を鹿児島県選挙区で擁立し、9年ぶりに2議席を独占した。2002年、第1次小泉第1次改造内閣で財務大臣政務官に任命された。
2004年4月、山中貞則の死去に伴い施行された鹿児島5区の補欠選挙に参議院議員を辞職して出馬し、当選し橋本派に入会した。2005年7月5日、郵政国会において郵政民営化法案の衆議院本会議採決では造反し、反対票を投じる。このため同年9月11日の第44回衆議院議員総選挙では自民党の公認を得られず、無所属で鹿児島5区から出馬し、自民党公認の新人候補らを破り再選。
2006年11月27日、自民党に復党届を提出し、12月4日の党紀委員会で森山を含む11人の無所属議員が自民党に復党した（郵政造反組復党問題）。2007年7月に山崎派入会、8月29日、第1次安倍改造内閣で財務副大臣（参議院担当）に任命され、福田康夫内閣まで務める。2009年の第45回衆議院議員総選挙では、鹿児島5区で民主党の網屋信介を破り、3選（網屋も比例復活）。
2010年11月4日、TPP参加の即時撤回を求める会を結成、会長に就任（同会は2013年3月、TPP交渉における国益を守り抜く会に改称）。2012年の第46回衆議院議員総選挙で4選。選挙後、衆議院農林水産委員長に就任。
2014年9月29日、農林水産大臣に任命された西川公也に代わり、自由民主党TPP対策委員長に起用される。同年12月の第47回衆議院議員総選挙で5選。
2015年10月7日、第3次安倍第1次改造内閣で農林水産大臣に任命され初入閣。コメの減反制度廃止や、JAグループを束ねるJA全中の解体などの農政改革を推進する農水省の奥原正明事務次官とは意見が合わなかった。
2017年8月3日、内閣改造に伴う党人事で自由民主党国会対策委員長に就任。同年10月の第48回衆議院議員総選挙では鹿児島県内の小選挙区区割り変更に伴い、鹿児島4区から出馬し6選。
2021年10月14日、自由民主党国会対策委員長を退任。在任期間は歴代最長の1534日であった。
2021年10月31日に行われた第49回衆議院議員総選挙で、社民党新人とNHK党新人に勝利して7選。
2021年11月、自由民主党総務会長代行に就任。
2021年12月16日、落選した石原伸晃に代わり、近未来政治研究会の会長に就任。これにより、石原派は森山派に衣替えした。
2022年3月30日、全国治水砂防協会会長に就任。同年8月10日の党役員人事により自由民主党選挙対策委員長に就任。
2023年9月13日、自由民主党総務会長に就任。
2024年9月30日、自由民主党幹事長に就任。この時点での年齢は79歳5ヶ月で、それまでの二階俊博の77歳5ヶ月を2歳上回り、歴代の自民党幹事長で史上最高齢の就任となった。
10月9日、自民党本部は森山裕幹事長の名で、衆院選候補者に対し、政党交付金から公認料500万円と活動費1500万円の計2000万円をそれぞれの政党支部へ10日付で振り込むことを通知したが、これについて森山は「党勢拡大のための活動費」とし、交付金はあくまで政党支部の資金なので、個人の選挙に使うものではないとしたが、森山自身は党本部から支給された交付金1500万円を前回の衆議院選挙ですべて自身の選挙運動費として計上していた。
2024年10月27日に行われる解散総選挙は自由民主党総裁選挙時に石破茂（その時は候補者）は総選挙はすぐにはやらないと言及していたが、石破政権成立後に幹事長である森山が強く解散総選挙断行を打診したため、石破内閣が誕生して1ヶ月も経たずに行われることとなった。
2024年10月27日に行われた第50回衆議院議員総選挙で8選。
2025年8月4日、7月の参院選鹿児島選挙区での公認候補敗北の責任を取って自民党鹿児島県連会長を辞任する意向を示した。しかし慰留されて一転。県連は同月20日に党本部で会合を開き、森山を会長として続投させることを決めた。

## 人物
- 出生日の1945年4月8日は鹿児島で空襲があった日であり、自身は鹿屋市内の防空壕の中で生まれたという[5]。
- 2017年から歴代最長の4年に渡り国会対策委員長を務め、硬軟織り交ぜた国会運営を通じてその力量が広く知られるようになった[33]。菅政権においてはその影響力の高まりに対し、「（二階）幹事長に継ぐ実力者になっている」と不満が漏れるほどだったとされる[34]。
- 2020年5月9日、7月の鹿児島県知事選挙を前に、三反園訓が行った後援会の事務所開きに、自由民主党県連会長の森山裕と選挙対策委員長の野村哲郎参院議員が東京から参加した。終了後、報道陣の問いかけに森山は「党として推薦している立場もある。（自民県選出の国会議員のうち）2人だけ帰ってこさせてもらった」と説明していた。新型コロナウイルス緊急事態宣言下で、県が「不要不急の来県自粛」を呼びかけていたさなかで批判を浴びることとなり、三反園は14日の記者会見で「配慮が足りなかった。反省している」と陳謝した[35][36]。
- 2022年現在、森山の政策秘書は長女が担っている[37]。
- ITコンサルティングファームのフューチャーの株を116万株（支配率1.2%、2023年7月17日現在）を所有する大株主である。創業者の金丸恭文と鹿児島で同郷だった縁で、1989年の創業時に応援する目的で210万円を出し42株を取得した。1999年、同社のジャスダック上場時の初値が時価総額3350万円になり、幾度かの株式分割を経て現在の116万株（2023年7月の時価総額は約20億円）を所有するに至った。年間約4300万円の配当金を得ているため、個人の政治資金パーティをしたことはないという[38]。
- 石破総裁時代に幹事長に指名され、石破総理大臣の衆議院解散の決断に大きな影響を及ぼし、さらに石破総理が対応できない全体の党務や国会対策、野党との法案議論の責任者を務め、「影の首相」とも呼ばれた[39][40]。

## 政策・主張
- 選択的夫婦別姓制度の導入に賛成[41]。
- 日本国憲法第9条の改正、集団的自衛権の行使に賛成[41]。
- 原子力規制委員会の新基準を満たした原子力発電所の再稼働に賛成[42]。
- 日本の環太平洋戦略的経済連携協定（TPP）参加に反対[42]。
- 日本の核武装について「将来にわたって検討すべきでない」としている[42]。
- 女性宮家の創設に反対[42]。
- 村山談話、河野談話の見直しに賛成[41]。
- 特定秘密保護法に賛成[41]。

### 農林族として
- 農林水産大臣や農林水産委員長を務めるなど、自民党の農林族議員の代表格として知られる[12]。

### 財政再建派・反消費減税派として
- 政治ジャーナリストの青山和弘によると、強硬な財政再建派であり、消費税の引き下げに猛反対している[43]。
- 国会で消費減税の可能性を問われた石破首相が「一概に否定するつもりはない。物価高対策として考えられないことはない」と含みをもたせた際、森山は異を唱え「それをやったら党が割れる」と首相を説得した[44]。

## 政治資金問題
- 森山が代表を務める自民党鹿児島県第5選挙区支部が、県発注の海上工事の談合に絡んで県の指名停止措置を受けた複数の業者から、指名停止直後の2011年以降、3年間にわたり690万円余りの献金を受け取っていたことが、2015年に発覚した[45]。これについて、森山は事実関係を認め「全額返金する」と述べた[45]。一方、農相としての進退については「献金は法には抵触しておらず辞任は必要ない」と否定した[45]。
  - なお、同支部は、業者側が公正取引委員会から談合を指摘された期間の2007～2008年にも、11社から計550万円を受け取っていたことが2010年に判明していた[45]。これについて森山は「各社が談合に関わっている認識がなかった」と判明した際に釈明している[45]。
  - これらについて、森山は2015年12月の参議院農林水産委員会で、「2011年以降の談合企業からの献金は10社1112万円にのぼったが、10月19日までに全額返金した」と述べた[46]。
- 自民党の環太平洋経済連携協定（TPP）の対策委員長だった2015年9月末、日本養鶏協会（養鶏協）の当時の会長から現金20万円を受け取っていた。養鶏協は日本が関税撤廃の対象外とするよう求めた「重要5項目」に含めるよう、政界に働きかけていたという[47]。

## 不祥事
- 1989年、鹿児島市議会議長だった森山は、市内の暴力団組長らが起こした暴力事件で、現場となった組事務所に同席し、暴行に関与した疑いで、鹿児島県警および鹿児島地検から事情聴取を受けていた、と報じられた。森山は「組事務所の1階にはいたが、暴行事件のあった4階の現場は目撃していない」と容疑を否認したが、「世間を騒がせたので、けじめをつけたい」として市議会議長を辞職した[48]。
- 2025年、鹿児島市の自宅建物が25年間以上未登記であったことが報じられた[49]。

## 所属団体・議員連盟
- 自民党たばこ議員連盟[50]
- 自由民主党たばこ特別委員会（顧問）[51]
- 日本会議国会議員懇談会[52]
- 神道政治連盟国会議員懇談会[52]
- みんなで靖国神社に参拝する国会議員の会[52]
- 創生「日本」[52]
- TPP交渉における国益を守り抜く会
- 平和を願い真の国益を考え靖国神社参拝を支持する若手国会議員の会
- 日朝国交正常化推進議員連盟
- 日朝友好議員連盟
- 日本クルド友好議員連盟（副会長）[53]
- 養蜂議員連盟（会長）
- 産業や伝統文化等への麻の活用に関する勉強会（会長）[54][55]
- 日中友好議員連盟（会長）[56]
- 明治の日を実現するための議員連盟（会長代行）[57]
- 国産再エネに関する次世代型技術の社会実装加速化議員連盟（会長）

## 選挙歴
| 当落 | 選挙                       | 執行日         | 年齢 | 選挙区         | 政党       | 得票数     | 得票率 | 定数 | 得票順位 /候補者数 | 政党内比例順位 /政党当選者数 |
| ---- | -------------------------- | -------------- | ---- | -------------- | ---------- | ---------- | ------ | ---- | ------------------ | ---------------------------- |
| 当   | 1975年鹿児島市議会議員選挙 | 1975年4月27日  | 30   | ーー           | ーー       | ーー票     | ーー   |      | /                  | /                            |
| 当   | 鹿児島市議会議員選挙       |                |      | ーー           | ーー       | ーー票     | ーー   |      | /                  | /                            |
| 当   | 鹿児島市議会議員選挙       |                |      | ーー           | ーー       | ーー票     | ーー   |      | /                  | /                            |
| 当   | 鹿児島市議会議員選挙       |                |      | ーー           | ーー       | ーー票     |        |      | /                  | /                            |
| 当   | 鹿児島市議会議員選挙       |                |      | ーー           | ーー       | ーー票     |        |      | /                  | /                            |
| 当   | 1992年鹿児島市議会議員選挙 | 1992年         | 47   | ーー           | ーー       | ーー票     | ーー   |      | /                  | /                            |
| 当   | 1996年鹿児島市議会議員選挙 | 1996年         | 51   | ーー           | ーー       | ーー票     | ーー   |      | /                  | /                            |
| 当   | 第18回参議院議員通常選挙   | 1998年07月12日 | 53   | 鹿児島県選挙区 | 自由民主党 | 24万3318票 | 27.93% | 2    | 1/5                | /                            |
| 当   | 第43回衆議院議員補欠選挙   | 2004年4月25日  | 59   | 鹿児島県第5区  | 自由民主党 | 11万5820票 | 82.80% | 1    | 1/3                | /                            |
| 当   | 第44回衆議院議員総選挙     | 2005年09月11日 | 60   | 鹿児島県第5区  | 無所属     | 11万457票  | 62.58% | 1    | 1/3                | /                            |
| 当   | 第45回衆議院議員総選挙     | 2009年08月30日 | 64   | 鹿児島県第5区  | 自由民主党 | 10万9426票 | 61.06% | 1    | 1/3                | /                            |
| 当   | 第46回衆議院議員総選挙     | 2012年12月16日 | 67   | 鹿児島県第5区  | 自由民主党 | 10万7933票 | 83.14% | 1    | 1/2                | /                            |
| 当   | 第47回衆議院議員総選挙     | 2014年12月14日 | 69   | 鹿児島県第5区  | 自由民主党 | 9万4977票  | 79.05% | 1    | 1/2                | /                            |
| 当   | 第48回衆議院議員総選挙     | 2017年10月22日 | 72   | 鹿児島県第4区  | 自由民主党 | 12万8112票 | 70.78% | 1    | 1/2                | /                            |
| 当   | 第49回衆議院議員総選挙     | 2021年10月31日 | 76   | 鹿児島県第4区  | 自由民主党 | 12万7131票 | 69.54% | 1    | 1/3                | /                            |
| 当   | 第50回衆議院議員総選挙     | 2024年10月27日 | 79   | 鹿児島県第4区  | 自由民主党 | 11万1484票 | 71.97% | 1    | 1/2                | /                            |